# Daniel (Stoenescu)
Daniel, imię świeckie Nacu Stoenescu (ur. 23 września 1957 w Hățăgel) – duchowny Rumuńskiego Kościoła Prawosławnego, od 2001 locum tenens eparchii Dacia Felix. 

## Życiorys
Święcenia diakonatu przyjął 30 marca 1984, a prezbiteratu 1 kwietnia tego samego roku. Chirotonię biskupią otrzymał 1 kwietnia 2001.